# تیم ملی هندبال دانمارک
تیم ملی هندبال دانمارک یک تیم هندبال است که تحت نظارت فدراسیون هندبال دانمارک می‌باشد و نماینده دانمارک در مسابقات بین‌المللی است. این تیم تاکنون سه بار نایب قهرمان جهان شده‌است. بهترین عنوان دانمارک در بازی‌های المپیک، مقام قهرمانی است که تاکنون یک بار به این مقام دست یافته‌است. همچنین در مسابقات قهرمانی اروپا تاکنون دو بار قهرمان شده‌است.

## نتایج در مسابقات بین‌المللی
دانمارک یکی از چهار تیمی بود که در نخستین دوره مسابقات قهرمانی هندبال مردان جهان در سال ۱۹۳۶ شرکت کرد و در آن دوره، چهارم شد. در دوره‌های بعدی نیز که از سال ۱۹۵۴ از سر گرفته‌شد، دانمارک چند بار به جمع چهار تیم پایانی راه یافت؛ ولی نتوانست به مقام قهرمانی دست یابد. بین سال‌های ۱۹۵۴ و ۱۹۸۲ میلادی، دانمارک یک نایب قهرمانی و چهار مقام چهارمی به دست آورد و در بازی‌های المپیک ۱۹۸۴ لس‌آنجلس نیز به مقام چهارمی رسید.
پس از المپیک ۱۹۸۴، دوره افت تیم ملی هندبال دانمارک آغاز شد. در این دوره که تا سال ۲۰۰۵ ادامه یافت، دانمارک از حضور در پنج دوره پیاپی بازی‌های المپیک بازماند. هم‌چنین با وجود حضور در شش دوره مسابقات قهرمانی جهان (از ۹ دوره برگزار شده در دوره یاد شده)، تنها یک بار به مرحله یک‌چهارم نهایی رسید.
میانه دهه ۲۰۱۰ میلادی دوره شکوفایی مجدد تیم ملی هندبال دانمارک بود. در این مدت، این تیم در چهار دوره پیاپی مسابقات قهرمانی جهان به مرحله نیمه‌نهایی رسید و دو بار (در سال‌های ۲۰۱۱ و ۲۰۱۳) نایب قهرمان شد و هم‌چنین دو بار (در سال‌های ۲۰۰۸ و ۲۰۱۲) بر سکوی نخست مسابقات قهرمانی اروپا ایستاد.
هم‌چنین در المپیک تابستانی ۲۰۱۶، در بازی پایانی فرانسه را شکست داد و برای نخستین بار، قهرمان المپیک شد.

## خلاصه نتایج
قهرمان      نایب قهرمان      مکان سوم      مکان چهارم

### بازی‌های المپیک
| بازی                       | مرحله         | رتبه       | بازی       | برد        | تساوی      | باخت       | گل زده     | گل خورده   | تفاضل      |
| -------------------------- | ------------- | ---------- | ---------- | ---------- | ---------- | ---------- | ---------- | ---------- | ---------- |
| برلین ۱۹۳۶                 | شرکت نکرد     | شرکت نکرد  | شرکت نکرد  | شرکت نکرد  | شرکت نکرد  | شرکت نکرد  | شرکت نکرد  | شرکت نکرد  | شرکت نکرد  |
| از ۱۹۴۰ تا ۱۹۶۸ برگزار نشد |               |            |            |            |            |            |            |            |            |
| مونیخ ۱۹۷۲                 | مرحله مقدماتی | ۱۳         | ۵          | ۲          | ۱          | ۲          | ۷۸         | ۷۸         | ۰          |
| مونترال ۱۹۷۶               | مرحله حذفی    | ۸          | ۵          | ۲          | ۰          | ۳          | ۱۱۳        | ۱۲۷        | ۱۴–        |
| مسکو ۱۹۸۰                  | مرحله مقدماتی | ۹          | ۶          | ۲          | ۰          | ۴          | ۱۲۴        | ۱۲۴        | ۰          |
| لوس‌آنجلس ۱۹۸۴              | نیمه‌نهایی     | ۴          | ۶          | ۴          | ۰          | ۲          | ۱۳۴        | ۱۲۲        | ۱۲+        |
| سئول ۱۹۸۸                  | انتخاب نشد    | انتخاب نشد | انتخاب نشد | انتخاب نشد | انتخاب نشد | انتخاب نشد | انتخاب نشد | انتخاب نشد | انتخاب نشد |
| بارسلونا ۱۹۹۲              | انتخاب نشد    | انتخاب نشد | انتخاب نشد | انتخاب نشد | انتخاب نشد | انتخاب نشد | انتخاب نشد | انتخاب نشد | انتخاب نشد |
| آتلانتا ۱۹۹۶               | انتخاب نشد    | انتخاب نشد | انتخاب نشد | انتخاب نشد | انتخاب نشد | انتخاب نشد | انتخاب نشد | انتخاب نشد | انتخاب نشد |
| سیدنی ۲۰۰۰                 | انتخاب نشد    | انتخاب نشد | انتخاب نشد | انتخاب نشد | انتخاب نشد | انتخاب نشد | انتخاب نشد | انتخاب نشد | انتخاب نشد |
| آتن ۲۰۰۴                   | انتخاب نشد    | انتخاب نشد | انتخاب نشد | انتخاب نشد | انتخاب نشد | انتخاب نشد | انتخاب نشد | انتخاب نشد | انتخاب نشد |
| پکن ۲۰۰۸                   | مرحله حذفی    | ۷          | ۸          | ۳          | ۲          | ۳          | ۲۲۵        | ۲۱۱        | ۱۴+        |
| لندن ۲۰۱۲                  | مرحله حذفی    | ۶          | ۶          | ۴          | ۰          | ۲          | ۱۴۶        | ۱۵۳        | ۷–         |
| ریو دو ژانیرو ۲۰۱۶         | قهرمان        | ۱          | ۸          | ۶          | ۰          | ۲          | ۲۳۰        | ۲۱۱        | ۱۹+        |
| مجموع                      | ۷/۱۳          | ۱ قهرمانی  | ۴۴         | ۲۳         | ۳          | ۱۸         | ۱٬۰۵۰      | ۱٬۰۲۶      | ۲۴+        |

منبع: 

### قهرمانی جهان
| سال             | مرحله         | رتبه       | بازی       | برد        | تساوی*     | باخت       | گل زده     | گل خورده   |
| --------------- | ------------- | ---------- | ---------- | ---------- | ---------- | ---------- | ---------- | ---------- |
| آلمان ۱۹۳۸      | دوره‌ای        | ۴          | ۳          | ۰          | ۰          | ۳          | ۶          | ۲۰         |
| سوئد ۱۹۵۴       | مرحله مقدماتی | ۵          | ۳          | ۱          | ۰          | ۲          | ۴۴         | ۴۵         |
| آلمان شرقی ۱۹۵۸ | مرحله دوم     | ۴          | ۶          | ۴          | ۰          | ۲          | ۱۲۱        | ۸۶         |
| آلمان غربی ۱۹۶۱ | مرحله دوم     | ۵          | ۶          | ۴          | ۰          | ۲          | ۹۲         | ۷۸         |
| چکسلواکی ۱۹۶۴   | مرحله دوم     | ۷          | ۶          | ۳          | ۰          | ۳          | ۱۰۵        | ۹۶         |
| سوئد ۱۹۶۷       | نایب قهرمان   |            | ۶          | ۴          | ۰          | ۲          | ۱۰۷        | ۷۸         |
| فرانسه ۱۹۷۰     | نیمه‌نهایی     | ۴          | ۶          | ۳          | ۰          | ۳          | ۱۰۳        | ۱۱۶        |
| آلمان شرقی ۱۹۷۴ | مرحله دوم     | ۸          | ۶          | ۲          | ۰          | ۴          | ۶۳         | ۷۸         |
| دانمارک ۱۹۷۸    | نیمه‌نهایی     | ۴          | ۶          | ۴          | ۱          | ۱          | ۱۱۴        | ۱۰۱        |
| آلمان غربی ۱۹۸۲ | نیمه‌نهایی     | ۴          | ۷          | ۴          | ۱          | ۲          | ۱۵۰        | ۱۴۳        |
| سوئیس ۱۹۸۶      | مرحله دوم     | ۸          | ۷          | ۳          | ۰          | ۴          | ۱۵۲        | ۱۶۰        |
| چکسلواکی ۱۹۹۰   | انتخاب نشد    | انتخاب نشد | انتخاب نشد | انتخاب نشد | انتخاب نشد | انتخاب نشد | انتخاب نشد | انتخاب نشد |
| سوئد ۱۹۹۳       | مرحله دوم     | ۹          | ۷          | ۲          | ۲          | ۳          | ۱۴۵        | ۱۵۶        |
| ایسلند ۱۹۹۵     | مرحله مقدماتی | ۱۹         | ۵          | ۲          | ۰          | ۳          | ۱۲۶        | ۱۱۷        |
| ژاپن ۱۹۹۷       | انتخاب نشد    | انتخاب نشد | انتخاب نشد | انتخاب نشد | انتخاب نشد | انتخاب نشد | انتخاب نشد | انتخاب نشد |
| مصر ۱۹۹۹        | یک‌هشتم نهایی  | ۹          | ۶          | ۴          | ۰          | ۲          | ۱۴۱        | ۱۴۰        |
| فرانسه ۲۰۰۱     | انتخاب نشد    | انتخاب نشد | انتخاب نشد | انتخاب نشد | انتخاب نشد | انتخاب نشد | انتخاب نشد | انتخاب نشد |
| پرتغال ۲۰۰۳     | مرحله دوم     | ۹          | ۷          | ۴          | ۰          | ۳          | ۲۰۱        | ۱۹۳        |
| تونس ۲۰۰۵       | مرحله مقدماتی | ۱۳         | ۵          | ۳          | ۰          | ۲          | ۱۷۴        | ۱۱۷        |
| آلمان ۲۰۰۷      | نیمه‌نهایی     |            | ۱۰         | ۷          | ۰          | ۳          | ۳۱۶        | ۲۸۳        |
| کرواسی ۲۰۰۹     | نیمه‌نهایی     | ۴          | ۱۰         | ۷          | ۰          | ۳          | ۲۹۸        | ۲۵۸        |
| سوئد ۲۰۱۱       | نایب قهرمان   |            | ۱۰         | ۹          | ۰          | ۱          | ۳۳۴        | ۲۵۶        |
| اسپانیا ۲۰۱۳    | نایب قهرمان   |            | ۹          | ۸          | ۰          | ۱          | ۲۹۱        | ۲۴۴        |
| قطر ۲۰۱۵        | یک‌چهارم نهایی | ۵          | ۹          | ۶          | ۲          | ۱          | ۲۷۲        | ۲۳۴        |
| فرانسه ۲۰۱۷     | یک‌هشتم نهایی  | ۱۰         | ۶          | ۵          | ۰          | ۱          | ۱۸۲        | ۱۵۷        |
| مجموع           | ۲۲/۲۵         | ۰ عنوان    | ۱۴۶        | ۸۹         | ۶*         | ۵۱         | ۳۵۳۷       | ۳۱۵۶       |

*بازی‌های که به ضربات پنالتی رسیده، به عنوان تساوی در نظر گرفته می‌شود.
- منبع: [۱]